# Sarah Billmeier
Sarah Billmeier (12 giugno 1977) è un'ex sciatrice alpina statunitense paralimpica. Ha rappresentato gli Stati Uniti nello sci alpino alle Paralimpiadi invernali del 1992, 1994, 1998 e 2002, vincendo sette medaglie d'oro, cinque medaglie d'argento e una medaglia di bronzo.

## Biografia
Ha perso la gamba sinistra a causa di un cancro alle ossa all'età di cinque anni. Ha gareggiato in eventi LW2 per atleti con l'amputazione di una gamba sopra il ginocchio. Nel 2002, una volta ritirata dall'attività agonistica, si è iscritta alla Harvard Medical School, laureandosi nel 2006 e specializzandosi successivamente in chirurgia.

## Carriera
All'età di 14 anni ha vinto una medaglia d'oro in una gara del Campionato del mondo di sci alpino in Francia e a 25 anni aveva vinto 6 Campionati mondiali.

### Paralimpiadi 1992
Alle Paralimpiadi invernali 1992 che si sono tenute a Tignes/Albertville, in Francia, ha vinto il 2º posto nel supergigante femminile LW2 con un tempo di 1:20.98, seguiti da due ori nello slalom gigante (in 2:22.85) e discesa libera femminile LW2 con un tempo di 1:17.85.

### Paralimpiadi 1994
Due anni più tardi, alle Paralimpiadi invernali 1994  a Lillehammer, in Norvegia, ha ottenuto la medaglia d'argento nello slalom femminile LW2 in 1:33.22, medaglia d'oro in superG LW2
in 1:18.36, così come in discesa libera LW2
con un tempo di 1:17.77.

### Paralimpiadi 1998
Nel 1998 a Nagano, in Giappone, ha realizzato invece i seguenti tempi: 2:04.99 (oro nello slalom LW2), 1:09.04 (argento in superG LW2) e 2:49.44 (bronzo nello slalom gigante femminile LW2) e 1:14.79 (oro nella discesa libera LW2).

### Paralimpiadi 2002
Nel 2002, ai VIII Giochi paralimpici invernali a Salt Lake City, Stati Uniti, ha ottenuto i seguenti risultati: medaglia d'argento nello slalom LW2 (tempo di 1:51.90) e discesa libera LW2 (tempo di 1:28.50) e medaglia oro in supercombinata LW2
con un tempo di 1:18.43.

## Palmarès

### Paralimpiadi
- 13 medaglie:
  - 7 ori (slalom gigante e discesa libera a Tignes 1992; superG e discesa libera a Lillehammer 1994; slalom e discesa libera a Nagano 1998; superG a Salt Lake City 2002)
  - 5 argenti (superG a Tignes 1992; slalom a Lillehammer 1994; superG a Nagano 1998; slalom a Salt Lake City 2002; discesa libera a Salt Lake City 2002)
  - 1 bronzo (slalom gigante a Nagano 1998)